# Colibrí mango de la Hispaniola
El colibrí mango de la Hispaniola (Anthracothorax dominicus) és una espècie d'ocell de la família dels troquílids (Trochilidae) que habita boscos poc densos de la Hispaniola. Les poblacions de Puerto Rico i les illes Verges eren considerades conespecífiques d'Anthracothorax dominicus, però actualment es considera que formen una espècie diferent: colibrí mango de Puerto Rico (Anthracothorax aurulentus).